# Михаил Сомов
Михаил Михайлович Сомов (на руски: Михаил Михайлович Сомов) е руски океанолог, полярен изследовател, доктор на географските науки (1954), герой на Съветския съюз.

## Произход и образование (1908 – 1937)
Роден е на 7 април 1908 година в Москва, Русия, в семейство на педагог. Детските си години прекарва в Тамбов и Петербург. Учи в училище към интерната на Путиловския завод, а след това в московско училище. През 1928 г. семейството му се премества във Владивосток, където баща му е назначен за заместник-директор на Тихоокеанския институт по рибно стопанство. През 1929 Сомов постъпва в Механичния факултет на Далекоизточния политехнически институт. Родителите му се връщат в Москва, а той остава във Владивосток, за да продължи образованието си. Поради недостиг на средства му се налага да прекрати обучението си и започва работа като стругар. През 1932 година е назначен като лаборант-хидролог в Тихоокеанския институт по рибно стопанство и взема участие в научно-промишлена експедиция организирана от института.
През 1934 г. заминава за Москва и постъпва във втори курс на Хидроложкия факултет на Хидрометеорологичния институт и го завършва с отличие. Голямо влияние за избора му на бъдеща специалност оказва професора океанолог Николай Зубов, страстен ентусиаст за дрейфуващи полярни станции. През този период Сомов написва няколко статии по проблемите на хидрологията – „О передаче температурных аномалий океана на расстояние“, „О построении схемы дрейфа льдов в полярном бассейне“, „О путях развития ледовых прогнозов“. Тази тема става главна в неговите по-нататъшни изследвания.

## Научна кариера и полева дейност (1937 – 1957)
През 1937 г. е назначен в Централния институт по времето, където създава морски сектор за обслужване на народното стопанство с хидроложки прогнози за всичките морета на СССР. Конкретно възглавява работата по подготовката на дългосрочни ледови прогнози по трасето на Северния морски път за лятото на 1938 г.
През 1939 година преминава на работа в Арктическия институт на длъжност старши хидролог, но скоро е преместен в Щаба за морски операции, където, под ръководството на Иван Папанин, върви подготовката за първото в историята на мореплаването преминаване на Северния морски път от запад на изток и обратно за една навигация (за един летен сезон). Спомените за този ледови поход остават у Сомов за цял живот.
През лятото и есента на 1940 година плава на ледоразбивача „Фьодор Литке“ и изследва ледообразуването, морските течения и динамиката на живите организми във водите на Арктика. През годините на войната служи във Военноморския флот в групата за ледово обслужване.
След войната защитава кандидатска дисертация по формиране на ледовата обстановка в Карско море. Оглавява отдела по ледоизследване в Арктическия институт. Участва в множество морски експедиции, като изучава релефа на дъното на Централна Арктика, дрефа на ледовете, разпределението на топлите атлантически води, елементите на земния магнетизъм.

### Изследвания в Арктика (1948 – 1951)
През 1948 – 1949 ръководената от него експедиция изпълнява няколкостотин дълбочинни измервания, като по този начин е открит подводния хребет Ломоносов, свързващ Азия с Америка.
През 1950 – 1951 е началник на дрейфуващата станция „Северен полюс-2“. Станцията е организирана на голямо ледено поле с площ около 30 км2 и дебелина около 3 м. Леденото поле се намира на 600 км североизточно от остров Врангел, на 76°10′ с. ш. 166°36′ з. д. / 76.166667° с. ш. 166.6° з. д., и на 31 март 1950 г. групата полярници, начело със Сомов и с пълно оборудване, е доставена на леда от самолети. Колективът, ръководен от Сомов, извършва своите научни наблюдения по всяко време и при всяка ледова обстановка. Регулярно се предоставят метеорологични наблюдения, извършват се многочислени (около 260) дълбочинни измервания по време на дрейфа и се изяснява, че на север от Чукотско море, между 160°-170° з.д., има подводно възвишение. Установява се, че атлантическите и тихоокеанските води проникват много по-на север в Северния ледовит океан, отколкото се е смятало по-рано. На 11 април 1951 г., на 81°44′ с. ш. 163°48′ з. д. / 81.733333° с. ш. 163.8° з. д., станцията е евакуирана, като за 376 дни дрейф тя преминава около 2600 км, но по права линия едва 635 км. След завръщането си от Арктика Сомов е награден с най-високото съветско отличие „Герой на Съветския съюз“, защитава докторска дисертация и става заместник-директор на Арктическия институт.

### Първа Съветска антарктическа експедиция (1956 – 1957)
През 1956 – 1957 е началник на 1-вата Съветска антарктическа експедиция, по време на която се уточнява положението и конфигурацията на шелфовия ледник Шакълтън и са открити заливите Малигинци (99º и.д.) и Миловзоров (102º и.д.) и Западния шелфов ледник със заливите Карелин (85º и.д.) и Николаев (83º 35` и.д.) и п-ов Челюскинци между тях. В този сектор експедицията открива още ледения купол Завадовски (86º 24` и.д.), ледника Таймир (83º и.д.), ледника Чугунов (163º и.д.), ледника Кисельов (102º 57` и.д.), п-ов Крилов (156º 10` и.д.), ледника Куприянов (93º 20` и.д.), ледения купол Михайлов (95º 28` и.д.) и ледения купол Новосилски (100º 35` и.д.). Получените от експедицията научни материали позволяват да се пристъпи към съставяне на атлас на Антарктида.

## Следващи години (1958 – 1973)
От 1958 г. е представител на СССР в Комитета по антарктически изследвания на Международния съвет на научните съюзи. Взима участие в разработката на международния договор за Антарктида. През 1962 и 1963 отново посещава Антарктида, като ръководи 8-ата и 9-ата съветски антарктически експедиции.
След последното му посещение на Антарктида поради влошено здравословно състояние напуска работа и се установява в курорта Комарово близо до Ленинград. Умира на 30 декември 1973 година на 65-годишна възраст. Погребан е в Комарово и на гроба му е поставен камък, донесен от Антарктида.

## Памет
Неговото име носят:
- астероид Сомов, № 3334;
- ледник Сомов, в Антарктида, Земя кралица Мод;
- море Сомов (67° ю. ш. 160° и. д. / 67° ю. ш. 160° и. д.), в южната част на Тихия океан, край бреговете на Антарктида;
- научно-експедиционен кораб „Михаил Сомов“, въведен в експлоатация през 1975 г.